# Carles Albesa Riba
Carles Albesa Riba (Barcelona, 2 d'agost de 1927 - 31 de desembre de 2020) va ser un excursionista català i un estudiós de la història de l'excursionisme a Catalunya.
L'any 1947 ingressà al Club Excursionista de Gràcia, on dirigí la secció de muntanya entre 1953 i 1957, i del qual fou vicepresident entre els anys 1957 i 1961, i entre 1969 i 1971, i president entre 1971 i 1974. Entre els anys 1962 i 1966 fou assessor de premsa de la Federació Catalana de Muntanyisme. També fou cofundador i primer director tècnic de la revista Vèrtex des de la seva fundació l'any 1966 i fins al 1968, i vocal de la seva Junta Directiva entre 1971 i 1974. L'any 1976 formà part de la comissió del Centenari de l'Excursionisme Català, i el 1983 del Centenari de l'ascensió de Jacint Verdaguer a la Pica d'Estats. L'any 1962 repeteix amb Jordi Ribot la caminada que el 1904 va fer mossèn Jaume Oliveras entre el Matagalls i Montserrat en menys de 24 hores, i es converteix en un dels promotors que fa que el Club Excursionista de Gràcia l'estableixi com a marxa periòdica des del 1972. Albesa la realitza disset vegades. Fou cofundador i membre de l'equip assessor de la col·lecció Llibre de Motxilla de les Publicacions de l'Abadia de Montserrat (1978-94). Col·laborà habitualment en revistes especialitzades com Vèrtex, Muntanya i Mai Enrere.

## Reconeixements
Fou premiat en dues ocasions amb el Premi Sant Bernat, convocat per la Federació d'Entitats Excursionistes de Catalunya (FEEC), per l'obra Els sots feréstecs, entre la literatura i la realitat (1976) i per una biografia de Ramon Arabia i Solanas (1994), guanyà també el primer Premi Literari Montseny (1983). Rebé la medalla de plata de la Federació Espanyola de Muntanyisme (1968), la Placa d'Honor del Club Excursionista de Gràcia (1970), la medalla Forjador de la Història Esportiva de Catalunya (1997) i l'Ensenya d'Or de la FEEC (2016). El 2014 va rebre l'homenatge dels Cantaires Muntanyencs del Club Excursionista de Gràcia durant el XV Concert de Primavera que organitzaren a la sala de plens de la seu de l'antic Ajuntament de Gràcia.

## Publicacions[3]
- El Montseny com a pretext (1978)
- Dates i dades excursionistes (1985)
- Postals del Montseny (1990 i 1996)
- Cèsar August Torras (1994)
- Diccionari d'esports de muntanya (1998)
- Montserrat: Excursions des del santuari i camins d'accés, aquestes dues darreres amb Jordi Mir (1999)
- 125 anys d'excursionisme a Catalunya (2001)
- L'Esperit excursionista (2003)
- Excursionisme (1928-1931): un periòdic més enllà de l'excursionisme (2003)
- La descoberta del Montseny, amb Kim Castells (2005)
- A l'ombra del Montseny (2010).